# Parafia Matki Sprawiedliwości i Miłości Społecznej w Zaborzu
Parafia Matki Sprawiedliwości i Miłości Społecznej w Zaborzu – parafia rzymskokatolicka znajdująca się w Zaborzu. Należy do dekanatu Strumień diecezji bielsko-żywieckiej. Parafię erygowano 16 sierpnia 1984, a kościół parafialny poświęcono w 1986. W 2005 zamieszkiwało parafię ponad 1100 katolików.